# 리야드 시즌
개요 : 리야드 시즌(Riyadh Season)은, 2019년부터, 사우디 아라비아가 수도 리야드 일대에서 개최하는 축제를 말한다. 사우디 아라비아를 비롯한 많은 아랍국가들은 중동국가들에 대한 이미지 개선을 위해 범국가적인 노력을 기울이고 있는데, 리야드 시즌도 그 중에 하나라고 할 수 있다.
예를 들면, 같은 중동국가 카타르가 2022년 피파 월드컵을 개최하고, UAE가 2023년 유엔 기후변화협약 당사국 총회(COP28)를 연이어 개최한 것도 같은 취지로 볼 수 있다.
주최 : 리야드 시즌은 사우디 아라비아 정부(문화청 : General Entertainment Authority)가 기획, 주최하고 있으며, 사우디 아라비아 황태자 무함마드 빈 살만(Mohammed bin Salman)이 주도하고 있는 국정시책 '사우디 비전 2030(Saudi Vision 2030)'의 일환이다.
기간 : 리야드 시즌의 기간은 대개 10월부터 3월까지 진행된다. 리야드 행사장 곳곳에서 공연, 스포츠 경기 등이 산발적으로 열린다. 관광객들을 위한 이벤트들도 있다.
주요 행사 : 2024년 10월 12일과 2025년 2월 22일, 리야드 시즌의 행사 중의 하나로 열린, 세계 라이트헤비급 통합타이틀전으로 주목을 끌었다. 이 경기는 아터 비터비에프(Artur Beterbiev)와 드미트리 비볼(Dmitry Bivol)이 맞붙은 경기였다.